# 蔵子
蔵子（ぞうし）は、愛知県豊川市の地名。現行行政地名は蔵子1丁目から7丁目。

## 地理

### 河川・池沼
- 白川
- 佐奈川

### 交通
- 愛知県道21号豊川新城線

### 施設
- 豊川信用金庫蔵子支店
- 蒲郡信用金庫蔵子支店
- 野中公園
- 向山公園
- 農ヶ上公園
- 農ヶ上集会所
- 桜町保育園
- 蔵子神社
- 宗心寺

## 歴史

### 地名の由来
白鳥町の小字蔵子による。

### 沿革
- 1971年（昭和46年）6月22日 - 以下の通り、白鳥町の一部より蔵子1丁目および3丁目〜7丁目が成立[1][2]。
  - 1丁目 - 白鳥町蔵子・前川・向山・大山の各一部
  - 3丁目 - 白鳥町村上・農ヶ上の各一部
  - 4丁目 - 白鳥町野仲の一部
  - 5丁目 - 白鳥町農ヶ上・野仲・八重原・大山の各一部
  - 6丁目 - 白鳥町大山・向山・八重原・雨溜・農ヶ上の各一部
  - 7丁目 - 白鳥町雨溜・大山の各一部
- 1988年（昭和63年）10月1日 - 白鳥町（蔵子・本野・農ヶ上・大山・寄附）の一部より、蔵子2丁目が成立[2]。

### 人口の変遷
国勢調査による人口および世帯数の推移。
| 1995年（平成7年）  | 1624世帯 5408人 |  |
| 2000年（平成12年） | 1912世帯 5646人 |  |
| 2005年（平成17年） | 2184世帯 6076人 |  |
| 2010年（平成22年） | 2219世帯 5946人 |  |
| 2015年（平成27年） | 2355世帯 5979人 |  |
| 2020年（令和2年）  | 2633世帯 6403人 |  |

### WEB
1. ↑  “愛知県豊川市の町丁・字一覧”.   人口統計ラボ. 2024年5月1日閲覧。
2. 1 2  総務省統計局 (2022年2月10日). “令和2年国勢調査の調査結果(e-Stat) - 男女別人口，外国人人口及び世帯数－町丁・字等” (CSV). 2023年8月2日閲覧。
3. ↑  “読み仮名データの促音・拗音を小書きで表記するもの(zip形式) 愛知県” (zip).   日本郵便 (2024年2月29日). 2024年3月26日閲覧。
4. ↑  “市外局番の一覧” (PDF).   総務省 (2022年3月1日). 2022年3月22日閲覧。
5. ↑  “ナンバープレートについて”.   一般社団法人愛知県自動車会議所. 2024年1月21日閲覧。
6. ↑  総務省統計局 (2014年3月28日). “平成7年国勢調査の調査結果(e-Stat) - 男女別人口及び世帯数 －町丁・字等” (CSV). 2021年7月20日閲覧。
7. ↑  総務省統計局 (2014年5月30日). “平成12年国勢調査の調査結果(e-Stat) - 男女別人口及び世帯数 －町丁・字等” (CSV). 2021年7月20日閲覧。
8. ↑  総務省統計局 (2014年6月27日). “平成17年国勢調査の調査結果(e-Stat) - 男女別人口及び世帯数 －町丁・字等” (CSV). 2021年7月21日閲覧。
9. ↑  総務省統計局 (2012年1月20日). “平成22年国勢調査の調査結果(e-Stat) - 男女別人口及び世帯数 －町丁・字等” (CSV). 2021年7月21日閲覧。
10. ↑  総務省統計局 (2017年1月27日). “平成27年国勢調査の調査結果(e-Stat) - 男女別人口及び世帯数 －町丁・字等” (CSV). 2021年7月21日閲覧。

### 書籍
1. ↑  新編豊川市史編集委員会 2002, p. 1093.
2. 1 2  新編豊川市史編集委員会 2002, p. 1094.